# Zarzadilla de Totana
Zarzadilla de Totana es una pedanía de Lorca, municipio español situado en la Región de Murcia. Se sitúa al Norte del municipio y pertenece a las llamadas Pedanías Altas de Lorca.

## Relieve
Situada a 870 m s. n. m., en la ladera de la Sierra de Ponce, es la pedanía a más altitud del término municipal de Lorca.
Situada entre el macizo de las Sierra de Lavia, Burete, Cambrón y el Parque Regional de Sierra Espuña, en el centro de la Región de Murcia, esta zona privilegiada se puede denominar como el pulmón de la Región, cuenta con un entorno rico en flora y fauna. La Sierra de Pedro Ponce está Incluida en la zona especial para la protección de las aves (ZEPA) Sierra de Burete, Lavia y Cambrón. Se trata de una de las aéreas de mayor importancia para las rapaces forestales de Europa, pudiéndose observar en una gran densidad, sobre todo águila real, águila calzada, águila culebrera y ratonero, así como un importante número de buitre leonado.
Los pinares de Pedro Ponce pueden considerarse entre los mejores de la península ibérica, por su alto grado de madurez, su buena estructuración ecológica y alta diversidad, es tal la riqueza botánica de esta sierra que cuenta, al menos, 32 especies protegidas de la Región de Murcia.
En este entorno se encuentra también el "Techo de Lorca" (Morrón del Rivazuelo 1530 m s. n. m.) y el "Techo de Mula" (La Selva 1521 m s. n. m.), gozando de unas vistas impresionantes desde estos puntos donde se puede ver gran parte de la Región de Murcia así como provincias cercanas.
Dada su altitud es muy común que se produzcan nevadas todos los años así como un alto registro de lluvias anuales.

## Economía
Como base de su economía está, desde hace unos años, la ganadería (avícola, cunícola y porcino); la agricultura es la tradicional de secano, almendro, olivar, viña y algunos cereales.

## Parajes y Lugares
- Alhagüeces.

Casa Marsilla.
- Casas Nuevas.
- Casas de Tía Juana.
- El Royo
- Majada de Morales
- La Jara
- El Madroño
- El Morrón del Rivazuelo. Cumbre de la Sierra de Pedro Ponce y techo de Lorca
- Pico de la Selva. Techo de Mula